# Randy Manery
Randy Manery (né le 10 janvier 1949 à Leamington, dans la province de l'Ontario, au Canada) est un joueur de hockey sur glace professionnel retraité ayant joué dans la Ligue nationale de hockey au poste de défenseur avec les Red Wings de Détroit, les Flames d'Atlanta et les Kings de Los Angeles. Il est le frère du joueur de hockey de la LNH, Kris Manery.
Il disputa 582 matches dans la LNH, marquant 50 buts et ajoutant 206 passes pour 256 points.